# Anastrophyllaceae
Anastrophyllaceae, porodica jetrenjarki koja je dobila ime po rodu Anastrophyllum. Postoji šezdesetak vrsta i 21 rod
Porodica je opisana 2010. godine, a nastala je izdvajanjem iz porodice Lophoziaceae.

## Rodovi
1. Anastrepta (Lindb.) Schiffn.
2. Anastrophyllum (Spruce) Steph.
3. Barbilophozia Loeske
4. Biantheridion (Grolle) Konstant. & Vilnet
5. Chandonanthus Mitt.
6. Crossocalyx Meyl.
7. Gymnocolea (Dumort.) Dumort.
8. Hamatostrepta Vána & D.G.Long
9. Hattoria R.M.Schust.; Japan. Koreja
10. Neoorthocaulis L.Söderstr., De Roo & Hedd.
11. Isopaches H.Buch
12. Orthocaulis H.Buch
13. Plicanthus R.M.Schust.
14. Rivulariella D.H.Wagner
15. Schizophyllopsis Váňa & L.Söderstr.
16. Schljakovia Konstant. & Vilnet
17. Sphenolobopsis R.M.Schust. & N.Kitag.
18. Sphenolobus (Lindb.) Berggr.
19. Tetralophozia (R.M.Schust.) Schljakov
20. Vietnamiella V.Bakalin & A.Vilnet, 2020
21. Zantenia (S.Hatt.) Vána & J.J.Engel